# Personaggi di Prison Break
Questa voce contiene un elenco dei personaggi presenti nella serie televisiva Prison Break.

## Personaggi principali

### John Abruzzi
John Abruzzi: Detenuto a Fox River. Mafioso italiano. Condannato all'ergastolo. È uno degli otto fuggitivi. Prima del suo arresto, Abruzzi è il boss della mafia di Chicago. Viene arrestato e condannato a 120 anni di carcere grazie alla testimonianza di Otto Fibonacci, che ha assistito all'uccisione di due uomini da parte di un altro mafioso su ordine di Abruzzi. Quest'ultimo spera di potersi vendicare di Fibonacci attraverso un altro mafioso, Philly Falzone, ma Fibonacci è entrato a far parte di un Programma di Protezione Testimoni e Abruzzi ne ha perso le tracce. Michael Scofield, con un complesso giro di telefonate riesce a rintracciare la posizione di Fibonacci, e userà questa informazione come moneta di scambio con Abruzzi per ottenere alcune sostanze chimiche utili al piano e un passaggio per il Messico dopo l'evasione.
Muore per mano di un federale nella puntata 4 della 2ª stagione.
John Abruzzi ha alcuni figli, in particolare suo figlio Luca Abruzzi diventerà un trafficante di droga a Chicago. (S1, S2)

### Theodore "T-Bag" Bagwell
Bagwell, Theodore "T-Bag": Detenuto a Fox River. Condannato all'ergastolo. È uno degli otto fuggitivi. Originario di Conecuh County (Alabama), Theodore Bagwell è il frutto dello stupro (e dell'incesto) da parte di suo padre ai danni della sorella. Da piccolo, anche lui è oggetto di ripetute violenze da parte di suo padre. Durante l'adolescenza trascorre lunghi periodi in prigione per atti vandalici, soprattutto contro animali. Durante il liceo, tenta di dare fuoco all'abitazione di una sua insegnante e viene rinchiuso in un centro correttivo per adolescenti. In questo periodo, diventa membro dell'"Alleanza Pura", un gruppo a favore della supremazia della razza bianca. In età adulta, Bagwell viene accusato di crimini più gravi come violenze e percosse, tentato omicidio, omicidio e rapimento. Diventa, quindi, il leader dell'"Alleanza Pura", durante la sua permanenza nel penitenziario Donaldson, in Alabama. La potenza e la violenza dell'Alleanza raggiunge tali livelli pericolosi da spingere il direttore del carcere a spedire Bagwell a Fox River.
Prima della sua detenzione a Fox River, Bagwell riesce ad eludere le autorità e a fuggire. Inizia così una relazione con Susan Hollander, madre di due bambini. Quando la donna scopre accidentalmente che l'uomo è ricercato per rapimento e omicidio di minori, chiama la polizia. T-Bag viene condannato all'ergastolo con sei capi d'accusa, e - nonostante provi dei veri sentimenti per Susan - l'uomo accusa la donna di aver risvegliato in lui il "mostro" e le giura vendetta.
Arrivato a Fox River - ove non vi è traccia dell'"Alleanza Pura" - Bagwell crea un nuovo gruppo il quale gli garantisce una forte influenza sugli altri detenuti. Bisessuale dichiarato, l'uomo non ha problemi a cercare soddisfazione sessuale, soprattutto fra i prigionieri più giovani. Inoltre viene fatto notare che è stato incarcerato ad Alabama per aver stuprato e ucciso, e viceversa, una dozzina di minorenni, ragazzi e ragazze. Ciò fa di lui un vero e proprio mostro con manie sessuali che vanno dalla pedofilia alla necrofilia. T-Bag è l'unico degli Otto di Fox River ad essere tornato in prigione. È anche l'unico personaggio, oltre a Scofield e Sucre, ad evadere sia da Fox River che da Sona. Nella quarta stagione ha dovuto compiere atti di cannibalismo per sopravvivere in una zona desertica dopo la fuga da Sona. (S1, S2, S3, S4, FB, S5)

### Lincoln Burrows
Burrows, Lincoln: Protagonista della serie insieme a suo fratello minore Michael. Detenuto a Fox River e condannato a morte per l'omicidio (mai commesso, da nessuno) di Terrence Steadman. È uno degli otto fuggitivi. Dopo la morte della loro madre, Lincoln diventa il tutore di Michael. Si ritira dalla Morgan Park High School di Toledo, in Ohio, durante il secondo anno e si trasferisce a Chicago dove cade nella trappola del crimine. Prima di essere accusato dell'assassinio del fratello del vicepresidente degli Stati Uniti, viene arrestato per furti minori, come rapina, danni a proprietà private, possesso di droga e percosse.
Quando Michael ha 18 anni, Lincoln prende in prestito 90.000 dollari per pagare l'università al fratello, dicendogli che quei soldi vengono da un'assicurazione che la loro madre ha lasciato a Michael. In realtà, non esiste nessuna assicurazione e quel prestito rappresenta solo il primo passo verso la condanna a morte di Lincoln. Quando Michael scopre tutto, nasce in lui un senso di colpa e responsabilità verso il fratello che lo spingerà ad organizzare il piano di evasione dal penitenziario di Fox River. Lincoln è un uomo molto robusto, in grado di esercitare un livello di forza notevole. Avendo trascorso la maggior parte della sua vita sulle strade, è divenuto molto abile nel combattimento corpo a corpo al punto da affrontare contemporaneamente più detenuti o più agenti dell'Agenzia. Si è dimostrato inoltre un buon pilota, infatti in più occasioni ha dimostrato le sue capacità alla guida seminando i suoi nemici, oltre a essere abile a usare le pistole. (S1, S2, S3, S4, FB, S5)

### Veronica Donovan
Donovan, Veronica: Nonostante siano molto diversi, Veronica è stata la fidanzata di Lincoln sin dai giorni del liceo. Si è trasferita a Chicago per frequentare l'Università dell'Illinois a Urbana-Champaign dove consegue la laurea in Scienze Politiche. Conseguita anche la laurea in Giurisprudenza presso la Baylor Law School, a Waco, in Texas, ritorna a Chicago dove comincia a lavorare come avvocato presso lo studio Bianchi & Guthrie.
È proprio in quel periodo che Lincoln viene arrestato per l'omicidio di Terrence Steadman ed è allora che Veronica mette Michael a conoscenza del debito di 90.000 dollari che Lincoln ha accumulato per permettere a lui di studiare. Sentendosi responsabile della situazione di Lincoln, Michael metterà in atto un piano per far evadere suo fratello dal penitenziario di Fox River.
Veronica Donovan è uno dei personaggi principali della prima stagione e compare in tutti gli episodi. Morirà all'inizio della seconda stagione.
In un episodio della prima stagione, Veronica appare bambina accanto a Lincoln e Michael. (S1, S2)

### Giovanni lofrano
Giovanni lofrano: Detenuto a Fox River per possesso di beni rubati. È uno degli otto fuggitivi. Prima di entrare a Fox River, Benjamin Franklin era un sergente dell'Esercito degli Stati Uniti d'America. La sua unità era dislocata in Kuwait. Durante un turno di guardia, scopre che i prigionieri sono soggetti a torture da parte dei suoi colleghi e fa rapporto al suo comandante. Ma questi non accetta di buon grado il suo reclamo e gli chiede di dimenticare quello che ha visto. Davanti al rifiuto di Franklin, il comandante lo fa cacciare dall'esercito accusandolo di ricorrere al mercato nero (del quale lo stesso comandante si serve). Sentendosi ferito nell'onore, Franklin non riesce a rivelare la verità a sua moglie Kacee sul suo improvviso ritorno a casa. Si mette quindi alla ricerca di un'altra occupazione, fallendo miseramente. Di conseguenza, Franklin accetta un lavoro disonesto per riuscire a pagare l'affitto: trasferire della merce rubata in un'altra città per conto di suo cognato, Darius Morgan. Durante il viaggio, però, viene fermato e quindi arrestato dalla polizia. Rifiutandosi di denunciare i suoi mandanti e complici, Franklin viene condannato a otto anni di reclusione da scontare a Fox River (S1, S2, S4, S5)

### Paul Kellerman
Kellerman, Paul: Agente dei Servizi Segreti. Ha l'ordine di incastrare Lincoln e di farlo condannare alla sedia elettrica per l'omicidio (mai commesso, da nessuno) di Terrence Steadman. Dopo essersi laureato con lode a West Point, Paul Kellerman ha servito nell'esercito degli Stati Uniti come parte del 2º Battaglione Ranger, 75º Reggimento Ranger e infine nelle forze speciali degli Stati Uniti; raggiungendo il grado di tenente colonnello. Kellerman ha servito nella Guerra del Golfo e i suoi riconoscimenti includono una Stella d'Argento, una Stella di Bronzo, un Cuore Viola, una Medaglia di Commendazione dell'Esercito e una Medaglia di Rendimento dell'Esercito.
Sebbene avesse un promettente futuro nell'esercito, ricevette un'offerta migliore dal governo federale: una posizione di comando all'interno dei servizi segreti, e fu presto assegnato a Caroline Reynolds, che ha servito per quindici anni. Alla fine si è indurito in un fanatico spietato, capace di sopprimere la sua umanità per commettere crimini orribili in nome di Caroline Reynolds. A causa del suo impegno nei suoi piani, è diventato una figura chiave nella cospirazione che ha incastrato Lincoln Burrows per omicidio. Ufficialmente, come rivelato nell'episodio "The Rat", non è più elencato come membro dei servizi segreti e nemmeno come dipendente del governo federale, e vive sotto lo pseudonimo di Owen Kravecki. Kellerman ha almeno 35 anni. (S1, S2, S4, S5)

### Alexander Mahone
Mahone, Alexander: Dopo un passato di abusi, il giovane Alex si arruola nell'esercito ed entra a far parte delle forze speciali nella guerra del Golfo. In un secondo momento abbandona la vita militare per diventare un agente speciale dell'FBI. La storia personale dell'agente Mahone viene scoperta da Michael Scofield nella seconda stagione quando, fingendosi un agente federale, interroga la sua ex moglie Pam. Michael scopre che Mahone non è sempre stato il freddo agente che è oggi, ma che una volta era un marito dolce e amorevole. La sua vita cambiò dopo l'evasione di Oscar Shales, un detenuto accusato di aver stuprato e ucciso molte donne. Mahone diede la caccia a Shales attraverso l'America per molto tempo, ma Shales continuava a beffare Mahone, sfuggendo sempre alla sua cattura e continuando a mietere vittime su vittime. Quando finalmente Mahone riuscì a catturarlo non ce la fece a mandare in prigione l'uomo che tanto a lungo aveva cercato e con tanti sforzi. Lo uccise e lo seppellì nel giardino di casa propria. Per evitare di essere scoperto ordinò alla moglie e al figlio Cameron di lasciare per sempre la sua casa, nonostante li amasse ancora profondamente. L'ossessione per Shales porta Mahone anche alla tossicodipendenza, ma soprattutto lo porta all'attenzione della Compagnia. Quest'ultima infatti chiede a Mahone di catturare e uccidere gli "Otto di Fox River", in cambio di non rivelare il suo segreto e di una nuova vita con la sua famiglia. (S2, S3, S4, FB)

### Gretchen Louise
Morgan, Gretchen Louise / Susan B. Anthony: Agente della Compagnia incaricata di occuparsi della "questione Sona" fa la sua comparsa nel primo episodio della terza stagione, nei panni di una spietata donna che esegue senza esitare gli ordini del Generale, l'uomo a capo della Compagnia. È l'unica ex membro della Compagnia, oltre a Mahone, ad essere ancora viva (e in prigione). Nella serie ha avuto una breve relazione con James Whistler. Fa la sua ultima apparizione mentre viene catturata dalle guardie del penitenziario di Miami-Dade, mentre cerca di evadere insieme a Sara Tancredi. (S3, S4, FB).

### Michael Scofield
Scofield, Michael: Protagonista della serie insieme a suo fratello maggiore Lincoln. Dopo l'arresto di Lincoln, Michael non crede subito alla sua innocenza, ma dopo aver scoperto che Lincoln si è indebitato di 90.000 dollari per permettergli di studiare e dopo altre scoperte, lo spingono ad adoperarsi per salvarlo dalla condanna a morte. Michael mette in atto elaboratissimo piano di evasione, ciò lo porta a rapinare (con una condanna a 5 anni) una banca con lo scopo di farsi arrestare e farsi rinchiudere a Fox River dove è rinchiuso suo fratello, Lincoln Burrows (Dominic Purcell), in attesa di essere giustiziato con l'accusa di avere ucciso il fratello del vice presidente degli Stati Uniti. Michael prima della rapina si fa tatuare un grande affresco gotico sulla parte superiore del corpo, rappresentante la battaglia degli angeli e dei demoni, ma in realtà nasconde la planimetria della prigione e altre informazioni essenziali per la riuscita del piano. Dopo l'abbandono di suo padre, Michael Scofield prende il cognome da nubile di sua madre. 
Quando Michael ha 11 anni e Lincoln 15, la loro madre muore per un tumore al cervello. Michael viene affidato dai servizi sociali a famiglie sempre diverse, in quanto Lincoln, rinchiuso in riformatorio non poteva occuparsene. In una delle famiglie adottive, Michael veniva picchiato e rinchiuso in una stanza al buio da parte del padre affidatario, rinchiudendolo in una stanza buia dopo averlo picchiato. Sarà il suo padre naturale, Aldo Burrows, a salvarlo senza però svelargli la sua identità.
Michael si laurea come ingegnere civile e dopo si occupa di ingegneria strutturale. Tre anni prima dell'arresto di Lincon i rapporti tra Michael e suo fratello sono freddi e distaccati. Michael vede in Lincoln un irresponsabile e comincia ad essere stanco di «fare da fratello maggiore a mio fratello maggiore». (S1, S2, S3, S4, FB, S5)

### Donald "Don" Self
Donald "Don" Self' (Michael Rapaport) fa la sua prima apparizione nel primo episodio della quarta stagione. È un agente omosessuale della Sicurezza Nazionale e contatta uno per uno Michael Scofield, Lincoln Burrows, Fernando Sucre, Brad Bellick, Alexander Mahone: tutti questi personaggi hanno avuto a che fare (direttamente o indirettamente) con La Compagnia. Dato che erano tutti ricercati per essere evasi dal Penitenziario di Sona (alcuni anche dal Penitenziario di Fox River), offre loro una scelta: lavorare in nero per riuscire a recuperare Scylla, il "libro nero" della Compagnia, per porre fine alla Compagnia stessa, che in precedenza aveva incastrato Lincoln facendo in modo che venisse rinchiuso a Fox River e condannato alla sedia elettrica, oppure essere rispediti tutti quanti in prigione. Una volta riuscito il recupero, i detenuti avrebbero ricevuto i documenti per riottenere la completa libertà. Ovviamente tutti accettano e così inizia la collaborazione. Ma una volta recuperata Scylla, scopriranno che Don Self li ha solo sfruttati per rivendere Scylla al miglior offerente, in quanto ha un valore enorme: Scylla, in realtà, contiene diversi studi e progetti che potrebbero cambiare in meglio il mondo intero. Uno di tali progetti è una nuova cellula fotovoltaica chiamata "Bargain", che in teoria sarebbe capace di convertire in energia il 100% della luce solare. Self sarà costretto a recuperare Scylla per il generale, insieme a Lincoln, Mahone e T-Bag poiché Kranz li ha minacciati di uccidere i loro cari. All'interno di un contenitore ha messo dei foglietti e su ognuno di essi è scritto il nome di uno di loro. Quando il gruppo fallisce, Kranz estrae a sorte un biglietto e il nome scritto è quello di Self, per cui ordina l'uccisione di sua moglie. A questo punto si scopre che la donna si trova in stato vegetativo persistente a seguito di un incidente d'auto causato dall'ubriachezza di Self. Gli uomini del Generale sparano quindi alla donna, e Self cerca di uccidersi gettandosi dalla finestra e cadendo in acqua, senza morire. Nonostante chieda di non farlo, viene portato in ospedale, dove è raggiunto dagli uomini di Christina Scofield che gli chiedono dove si trovano Michael e Lincoln. L'agente rifiuta di farlo nonostante la minaccia della somministrazione di un siero che gradualmente lo condurrà in uno stato vegetativo permanente. Nel flashforward - ambientato quattro anni dopo - si vede infatti che si trova su una sedia a rotelle e in stato vegetativo.

### Charles "Haywire" Patoshik
Charles "Haywire" Patoshik è interpretato da Silas Weir Mitchell. Charles Pathosik è uno psicopatico finito in carcere per aver ucciso i suoi genitori dopo essere stato vittima di violenze. Haywire era temporaneamente compagno di cella di Michael dopo che Sucre aveva richiesto e ricevuto un trasferimento di cella. Dopo che Haywire ha espresso a Michael che non ha interesse a fuggire, ha intralciato il piano di Michael a causa della sua "lesione neuroanatomica che colpisce il suo sistema di attivazione reticolare", in pratica "non dorme affatto". Haywire in seguito diventa ossessionato dai tatuaggi di Michael, rendendosi conto che sta nascondendo qualcosa dentro di loro. Michael ha simulato un assalto e ha fatto diventare Haywire un bersaglio e trasferito di nuovo in un reparto psichiatrico. Diversi episodi dopo, Michael cerca l'aiuto di Haywire nel ricordare una parte del tatuaggio che ha perso con la bruciatura sulla schiena. Alla fine Michael è costretto a includere Haywire nella fuga dopo aver scoperto il piano. Haywire fugge con gli altri detenuti poco dopo. Quando gli altri fuggitivi lo hanno ingannato lasciando il loro furgone di fuga fingendo la perdita delle chiavi e scappando senza di lui, Haywire ha rubato una bicicletta e un elmetto da una casa vicina e viene visto per l'ultima volta in bicicletta con entrambe le braccia distese lungo una strada vuota .

### Sara Tancredi
Sara Tancredi è interpretata da Sarah Wayne Callies. Cresciuta a Chicago, Sara ha sempre desiderato essere medico. All'Università di Northwestern, studia la vita del Mahatma Gandhi e decide di dedicarsi agli aiuti umanitari e questo avrà molto peso sulla sua decisione di lavorare a Fox River. Sara è figlia unica del Governatore dell'Illinois, Frank Tancredi, mentre è orfana di madre. A causa della frenetica carriera politica e delle loro divergenze di opinione, Sara non ha un buon rapporto con lui. Come spiega a Michael, il giorno del suo 29º compleanno, suo padre è stato presente solo a 6 compleanni. Tre anni prima dell'incarcerazione di Michael a Fox River, Sara era una tossicodipendente da morfina. Quando non riesce ad aiutare un ragazzo travolto da un'auto per strada, a causa della droga che ha in corpo, Sara cerca di cambiare stile di vita. Così smette di drogarsi e - grazie a Brad Bellick, che Sara conosce ad una riunione di ex-tossicodipendenti - entra a Fox River.

### James Whistler
James Whistler è interpretato da Chris Vance. Fidanzato di Sofia Lugo e poi di Gretchen Morgan. James Whistler compare nella terza stagione, come detenuto nel penitenziario federale di Sona. La Compagnia fa arrestare Michael per far evadere James, perché questo possiede delle informazioni fondamentali per la Compagnia, appuntate su un libretto di ornitologia. Inizialmente Whistler si nasconde dietro ad un muro nei sotterranei di Sona, perché c'è una taglia su di lui a disposizione dei detenuti. Michael lo trova e, alla fine della terza stagione, lo fa evadere. Si scopre a un certo punto che Whistler è un agente della Compagnia. Nel primo episodio della quarta stagione Whistler viene ucciso dal sicario della Compagnia Wyatt Mathewson perché faceva il doppio gioco insieme a Gretchen riguardo a Scylla, una memoria elettronica della Compagnia che contiene progetti e invenzioni scientifiche in grado di rivoluzionare il mondo. Tuttavia il libretto di ornitologia di Whistler (recuperato e portato a Los Angeles da T-Bag) continuerà a essere il filo conduttore di buona parte della quarta stagione. Infatti all'interno della carta delle pagine è celato un disegno del percorso che porta a Scylla.

### Charles Westmoreland
Charles Westmoreland è interpretato da Muse Watson. Molti detenuti, incluso Michael Scofield, credono che Charles sia il famoso D. B. Cooper, nonostante Westmoreland continui a negarlo. Secondo Michael Westmoreland aveva organizzato il famoso colpo sull'aereo nei minimi dettagli, ma era stato rinchiuso in carcere, con un nome falso, per aver investito e ucciso (senza volerlo) una persona durante la sua fuga. Westmoreland confessa a Michael di essere D.B Cooper prima del piano di evasione, per potervi partecipare. Charles ha una figlia malata gravemente di cancro che desidera vedere ma l'amministrazione carceraria gli nega il permesso, consentendogli di partecipare solo al suo funerale. Durante la fuga Westmoreland muore, non prima di aver rivelato la posizione e l'ammontare dei soldi rubati, pari a cinque milioni di dollari. Nella quarta stagione appare in una visione di Michael Scofield riferendogli che non è ancora giunta per lui l'ora di morire e che ciò che crede di sapere non corrisponde a realtà, riferendosi a Scylla.

### Fernando Sucre
È interpretato da Amaury Nolasco. Condannato a 5 anni di reclusione per rapina aggravata. La serie inizia quando gli restano da scontare 16 mesi. È il compagno di cella di Michael Scofield a Fox River ed è uno dei sopravvissuti (oltre a Burrows, Scofield, C-Note e T-Bag) degli otto evasi ad essere ancora vivo. Inoltre è uno dei pochi personaggi (gli altri sono Scofield e T-Bag) ad essere riuscito ad evadere dai penitenziari di Fox River e Sona.
Di origini portoricane, Sucre è nato e cresciuto a Chicago, nell'Illinois, dove fin da ragazzo ha avuto vari problemi con la giustizia. Per questo motivo, sua madre lo spedisce a casa di suo zio a New York, dove trova un lavoro stabile, seppur poco remunerativo, e conosce Maricruz Delgado, della quale si innamora.
Proprio per amore di Maricruz, alla quale vuole regalare un anello di fidanzamento, Sucre fa un tentativo di rapina in un negozio, ma - denunciato dal suo stesso cugino Hector, anche lui interessato a Maricruz - viene arrestato e trasferito a Fox River, dove, ben presto, riesce a guadagnarsi il rispetto delle guardie e degli altri detenuti. (S1, S2, S3, S4, FB, S5)

### Caroline Reynolds
Caroline Reynolds è interpretata da Patricia Wettig. La Reynolds appare nella serie a partire dal secondo episodio, ma il suo volto non viene mai mostrato fino all'ottavo. In questo tratto di tempo si può capire che la donna è implicata nel complotto contro Lincoln Burrows e che il più fedele dei suoi alleati è Paul Kellerman. Nell'ottavo episodio viene finalmente svelata l'identità della donna: Caroline è la Vicepresidente degli Stati Uniti d'America, nonché sorella di Terrence Steadman, la vittima dell'omicidio di cui Lincoln è stato accusato. In realtà l'omicidio è solo un pretesto e infatti Steadman non è mai morto, ma la Reynolds è stata incaricata dalla Compagnia di far ottenere la pena di morte al giovane. I vertici della Compagnia hanno scelto di usare Caroline anche perché la donna può manipolare un progetto di legge a cui loro vogliono opporsi. D'altro canto lei non ha opposto la minima resistenza, pensando di sfruttare la situazione a suo vantaggio per diventare un giorno Presidente. Il giorno in cui viene fissata la condanna per Lincoln, Caroline presenta la sua candidatura alla presidenza. Tuttavia la popolarità della donna nei sondaggi comincia a calare e inoltre le sue operazioni per conto della Compagnia vengono ostacolate da Veronica Donovan; l'organizzazione decide quindi di disfarsi di lei, ma la Reynolds riesce ad uccidere il Presidente (avvelenandolo senza lasciare alcuna traccia) e quindi per legge viene nominata a succederlo nell'incarico. Il suo rapporto con Paul Kellerman è alquanto ambiguo: Caroline infatti sfrutta il fascino che ha su di lui per convincerlo a mettere in atto i suoi piani. Kellerman è in rapporti così stretti con la Reynolds da chiamarla con il suo nome di battesimo e la sua collaborazione con la Compagnia non è dovuta a ideali personali, ma ai sentimenti che nutre verso Caroline. Nonostante Caroline appaia di persona solo in un episodio, la sua storyline viene portata avanti. Si apprende che la donna ha fatto uccidere Frank, il padre di Sara Tancredi, dopo avergli promesso la vicepresidenza e che Kellerman l'ha tradita per aiutare Lincoln Burrows e Michael Scofield. L'ultima apparizione di Caroline Reynolds è nell'episodio Grazia presidenziale. Qui Michael ottiene un colloquio con la donna dopo essere entrato in possesso di un file MP3 in cui emerge il suo coinvolgimento nella cospirazione e il fatto che abbia avuto una relazione incestuosa con suo fratello. Scofield ricatta la donna chiedendole la grazia in cambio del suo silenzio e la Reynolds si vede costretta ad accettare. Caroline però si trova a fare i conti con l'agente William Kim, che le proibisce di concedere la grazia a Michael, ricattandola anche lui con gli stessi segreti, di cui la Compagnia è a conoscenza. La Reynolds quindi indice una conferenza stampa e annuncia ai giornalisti le sue dimissioni da Presidente per via di un tumore. Durante il processo a Sara Tancredi, Kellerman rivela tutta la verità sul complotto della Compagnia e la Reynolds viene arrestata per i suoi reati.

### David "Tweener" Apolskis
David "Tweener" Apolskis è interpretato da Lane Garrison. Tweener viene introdotto nella serie come personaggio fisso a partire dal nono episodio della prima stagione, Nuovi arrivi. Nato e cresciuto a Boston, Apolskis ha un ruolo importante nella squadra di football della sua scuola. Ma non essendo accademicamente all'altezza, il ragazzo comincia a fare un altro uso del suo talento come ladruncolo. Fra i 15 e i 18 anni riesce a rubare circa 200 portamonete e 150 orologi, senza mai essere preso. Quando cerca di sottrarre un portamonete ad un poliziotto in borghese viene arrestato. Le autorità scoprono nella sua abitazione di Boston una collezione di figurine di baseball, che aveva precedentemente rubato ad un suo vicino di casa. Sebbene Apolskis pensi che siano delle normali figurine, fra loro ce n'è una molto rara raffigurante Honus Wagner del valore di 300.000 dollari. A causa di questa figurina, Apolskis viene accusato di furto aggravato e quindi è condannato a 5 anni di reclusione presso il penitenziario di Fox River. Tweener è un ragazzo del quale lo spettatore ha tendenzialmente compassione, nonostante il suo tradimento nei confronti di Michael e gli altri alla fine della prima stagione, e la sua condanna sembra essere ingiusta, come la sua morte per mano di Mahone durante la seconda stagione.

### Bradley "Brad" Bellick
Bradley "Brad" Bellick è interpretato da Wade Williams. Bellick è il capitano delle guardie carcerarie nel carcere di Fox River. Non ha una grande vita sociale, passa la maggior parte delle sue ore al lavoro nel carcere e le restanti a casa con sua madre con cui abita. Comanda tutte le guardie carcerarie e tutti i detenuti, decide la vita del carcere, gestisce i lavori e tutto ciò che riguarda il carcere, l'unica persona a cui fa riferimento è il direttore Henry Pope. È un esempio di guardia corrotta che pensa principalmente ai suoi interessi, prende regolarmente dei soldi dal detenuto John Abruzzi per far sì che il boss mafioso possa gestire le mansioni lavorative all'interno del carcere. Fin dall'arrivo di Michael Scofield i due instaurano un clima di rivalità e sfida, Bellick starà con il fiato sul collo per tutta la permanenza del detenuto. Inoltre utilizzerà il detenuto David "Tweener" Apolskis per spiare le mosse di Scofield e del suo gruppo. Tuttavia è molto protettivo verso le guardie e lo staff del carcere (o meglio non permette che i detenuti abbiano mai la meglio sul personale del carcere), questo si può notare quando durante la rivolta una guardia carceraria (che lui stesso aveva portato a quel lavoro, come anche aveva fatto con la dottoressa Sara Tancredi) viene uccisa, Bellick fa di tutto per trovare il responsabile arrivando anche ad uccidere la gatta di Charles Westmoreland. Durante la fuga degli "otto di Fox River", Bellick viene picchiato, imbavagliato, legato e lasciato dentro delle tubature, umiliazione che non dimenticherà facilmente. Appena viene ritrovato Brad imbraccia il suo fucile e va a caccia dei detenuti utilizzando ogni mezzo, con inoltre l'ordine di sparar loro a vista. Pochi giorni dopo viene licenziato dal carcere per negligenza e torna a casa da sua madre con l'idea di suicidarsi, scopre però l'esistenza di una taglia sui detenuti. Parte quindi alla ricerca dei detenuti insieme all'ex-agente e suo amico Roy Geary, scopre inoltre dell'esistenza dei soldi di Westmoreland, con sé portano anche la moglie di Michael. In breve tempo riesce a trovare Lincoln e Michael, ma i due non hanno molto successo e perdono nuovamente le loro tracce. In seguito si mettono sulle tracce di T-Bag e torturandolo riescono a prendergli i soldi (quelli di Westmoreland) di cui si era precedentemente impossessato. A questo punto Roy picchiando Bellick si porta via i soldi e sparisce. T-Bag lo trova e lo uccide e abilmente riesce a far ricadere la colpa su Brad che in breve tempo si ritrova incarcerato a Fox River. Questo dura poco perché Alexander Mahone gli propone di lavorare per lui in maniera ufficiosa. Brad si mette alla ricerca di Haywire, una volta trovato Mahone lo convince al suicidio. In seguito Bellick trova Fernando Sucre, Sucre però lo convince a non mandarlo in prigione in cambio dei soldi di T-Bag. Si spostano quindi a Panama, ma T-Bag tende loro una trappola e Brad (colpito alla gamba da T-Bag) non riesce a scappare e viene arrestato per l'omicidio di una prostituta che era stata uccisa da T-Bag. Viene quindi portato nel carcere di Sona. Durante la permanenza a Sona, Bellick instaura un buon rapporto con Sucre e al momento dell'incendio, dopo che Bellick salva la vita a Sucre, i due fuggono insieme. Quando l'agente Self propone a Michael di lavorare per lui, Michael include Sucre che a sua volta garantisce per Bellick facendolo entrare in questo progetto. Collabora quindi attivamente ai tentativi di recupero di Scylla, spesso in squadra con Sucre e con Lincoln. Si sacrifica poi nel momento in cui regge un tubo che permette il passaggio dei suoi compagni in un'altra stanza da cui avrebbero potuto accedere all'ultima parte di Scylla. Muore trascinato via da una forte corrente d'acqua. Sucre come precedentemente aveva promesso, telefona a sua madre per comunicare la brutta notizia e avvisarla che le sarebbe arrivata la salma.

### Henry Pope
Henry Pope è interpretato da Stacy Keach. Nella prima stagione è il direttore del penitenziario di Fox River, dove sono incarcerati Michael Scofield e Lincoln Burrows. È una persona molto leale e dedita al suo lavoro. Per l'anniversario dei suoi 40 anni di matrimonio tenta di costruire un modello in scala del Taj Mahal da regalare alla moglie. Quando scopre che nel suo carcere è presente un ingegnere edile non perde tempo per conoscerlo. Il direttore instaura con Michael un buon rapporto e subito ha molta fiducia in lui. La costruzione del modello fa sì che Michael entri ed esca regolarmente dall'ufficio del direttore. Al momento dell'evasione Scofield si trova costretto a colpire e nascondere Pope dopo che lo stesso autorizza lo spostamento di Lincoln nell'infermeria. Quando Pope viene liberato ordina ai suoi uomini capitanati da Brad Bellick di ritrovare gli otto detenuti e di sparare loro a vista.
Nella seconda stagione, in seguito al licenziamento di Bellick, al direttore Pope è consentito di continuare il suo lavoro a Fox River sotto osservazione per diversi mesi, Henry rifiuta questa condizione e decide di stare vicino a Bellick e quindi anche lui si dimette (sebbene non concepisca il comportamento della sua guardia carceraria). Quando Sara scopre che la chiave datagli da suo padre apre una cassetta ad un club per fumatori tenta di recuperarla, senza successo. Qui però leggono che Henry è un membro del club, allora insieme a Michael si reca da lui, e viene convinto a recuperare il contenuto della cassetta per loro in cambio della consegna alla legge di Michael. Henry recupera la chiavetta USB contenuta all'interno della cassetta e dopo essere sfuggito a Bill Kim la consegna a Sara e Michael e sapendo il contenuto della chiavetta USB invita Michael ad andare fino in fondo, evitando quindi che sia nuovamente arrestato.

## Comprimari

### A
- Abruzzi, Luca: Figlio di John Abruzzi. (S5)
- al-Tunis, Mohammed: Lo "sceicco della luce". Padre di Sid. Deve rendere tutto buio mentre Michael e i suoi compagni di cella tentano di evadere da Ogygia. (S5)
- al-Tunis, Sid: Uno dei compagni di cella di Michael ad Ogygia. Condannato a 20 anni per la sua omosessualità. Si tratta dell'artista che ha creato i nuovi tatuaggi di Michael, visibili sulle mani. (S5)
- Andrews, Mack: Agente di Fox River. (S1)
- Avila, Hector: Cugino di Fernando Sucre e suo rivale in amore per Maricruz Delgado. (S1, S2)

### B
- Balfour, Sebastian: Fidanzato di Veronica Donovan. Intendono sposarsi ma arrivano prima a lasciarsi. (S1)
- Balz-Johnson, "Avocado": Detenuto a Fox River. (S1, S2)
- Barris, Leticia: Fidanzata di Crab Simmons (deceduto) e testimone indiretta a favore di Lincoln. (S1)
- Becker, Ralph: Membro della Compagnia. Incaricato di catturare T-Bag, mentre questo si trova a casa della sorella di Gretchen. Si presenta come un prete che va in giro per le case a vendere Bibbie. (S4)
- Belle, Debra Jean: Studentessa alla St. Louis Tech. Dà un passaggio in macchina a Tweener fino allo Utah. Scopre che è ricercato dalla polizia mentre si trova con lui in un motel, ma nega di averlo mai visto. (S2)
- Bennett, Bruce: Assistente del governatore Frank Tancredi. Viene interrogato da Wyatt Mathewson, un killer della Compagnia, che vuole sapere da lui dove si trovano Michael e la sua squadra. Viene poi ucciso. (S2, S4)
- Blake, Emily "A&W": Uno dei due sicari di Poseidone. Va quasi sempre in giro insieme all'altro sicario, un uomo chiamato Van Gogh. Viene uccisa da T-Bag. (S5)
- Brighton, David George: Psichiatra. Ha avuto in cura Michael per disturbi (non pericolosi) della personalità. Sara arriva a chiedergli molte informazioni per conoscere Michael più a fondo. (S1)
- Brinker, Samantha: Impiegata della Compagnia. (S1)
- Burrows, Aldo: Marito di Christina Rose Scofield. Padre di Michael e Lincoln. Nonno di Lincoln Jr.. Ex-sicario della Compagnia. (S1, S2)
- Burrows, Lincoln Jr. "L.J.": Figlio di Lincoln e Lisa Rix. Dopo che suo padre, Lincoln Burrows, è stato finalmente condannato alla pena di morte, LJ è cambiato completamente. Ha iniziato a spacciare marijuana, per la quale è stato arrestato. Successivamente è stato arrestato per l'omicidio di sua madre e del patrigno (ingiustificato). Nella seconda stagione, si riunisce a suo padre (Lincoln), ma è di breve durata. Fuggono e vengono arrestati. LJ era un mezzo per Bill Kim e Paul Kellerman per entrare in contatto con Lincoln. Nella terza stagione, LJ è di proprietà della società e verrà assassinato, se Lincoln non fa ciò che ci si aspetta da lui (Sara è già stata uccisa), dalla Società. Ma nella quarta stagione si scopre che non era Sara, ma qualcun altro che è stato assassinato, e Sara ritorna. (S1, S2, S3, S4)

### C
- Carmelita: Prostituta personale di Lechero. (S3, S4)
- Chaco: Ragazzo di Panama che cerca di vendere illegalmente droga a Michael. (S2)
- Coyote: Contrabbandiere che deve procurare a Michael un aereo per il Messico in cambio di una fornitura di nitroglicerina. (S2)
- Cyclops: Simpatizzante dell'ISIL, con un solo occhio sano. Ha una simpatia verso Sheba e tenta di stuprarla. (S5)

### D
- Dallow: Senatore responsabile dell'operazione di recupero di Scylla e superiore di Donald Self. (S4)
- Delgado, Maricruz: Fidanzata di Fernando Sucre. (S1, S2, S3)
- Delgado, Theresa: Sorella di Maricruz Delgado. (S2, S4)
- Denise: Impiegata di un ufficio postale. Sedotta da T-Bag per potere avere il nuovo indirizzo di Susan Hollander, che ha traslocato per non essere più trovata da lui. Gli tocca ucciderla quando lei scopre che è uno degli 8 ricercati di Fox River. (S2)

### E
- Edison, Nathaniel: Membro della Compagnia. Uno dei 6 custodi delle schede di Scylla. (S4)

### F
- Falzone, Philly: Mafioso appartenente alla stessa Famiglia di John Abruzzi. (S1)
- Fibonacci, Otto: Testimone a carico di John Abruzzi e parte del Programma Protezione Testimoni. (S1)
- Fiorello, Gus: Detenuto a Fox River. Collegato alla Famiglia mafiosa di John Abruzzi. (S1)
- Franklin, Dede: Figlia di C-Note e Kacee Franklin. Ha una malattia che richiede la somministrazione di alcuni farmaci. (S1, S2)
- Franklin, Kacee: Moglie di C-Note e madre di Dede. (S1, S2)

### G
- Gallego, Luis "McGrady": Detenuto nel carcere di Sona. (S3)
- Geary, Roy: Ufficiale di guardia a Fox River. Licenziato perché Michael dice al direttore di essere stato aggredito da lui. (S1, S2)
- Gerber, Becky: Segretaria del direttore di Fox River, Henry Pope. Ha una relazione segreta con Louis Patterson. (S1)
- Glenn, Roland: Hacker asiatico che lavora con la squadra di Michael per recuperare Scylla, grazie ad un apparecchio di sua invenzione capace di memorizzare senza collegamento fisico dati informatici presenti in altri apparecchi informatici. (S4)
- Gogh, Van: Uno dei due sicari di Poseidone. Va quasi sempre in giro insieme all'altro sicario, una donna chiamata Emily Blake. Finisce all'ospedale a causa di uno sparo ricevuto proprio da Emily, mentre si trovano in casa di Sara e in presenza di Michael e di suo figlio. (S5)
- Green, Cooper: Ex-procuratore generale al Ministero della Giustizia e amico di Aldo Burrows. (S2)
- Green, Rizzo: Ufficiale di guardia a Fox River. (S1)
- Gregg, Marty: Avvocato difensore di Sara. (S2)

### H
- Hale, Allison: Moglie di Daniel Hale. (S1, S4)
- Hale, Daniel: Agente dei Servizi Segreti e partner-assistente di Paul Kellerman per conto del Vicepresidente. (S1)
- Hoffner, Seth "Cherry": Detenuto a Fox River. Condannato a 8 anni per furto d'auto e rapimento. (S1)
- Hollander, Gracey: Figlia di Susan Hollander, l'ex-fidanzata di T-Bag. (S1, S2)
- Hollander, Susan: Ex-fidanzata di T-Bag, della quale è ancora innamorato. (S1, S2)
- Hollander, Zack: Figlio di Susan Hollander, l'ex-fidanzata di T-Bag. (S1, S2)
- Holtz, Miriam "Trishanne Smith": Agente dell'F.B.I. sotto copertura. Fa la centralinista alla Gate Corporation. (S4)
- Huan, Feng: Uomo d'affari cinese interessato a comprare Scylla, anche a costo di uccidere. Si presenta alla Gate Corporation nell'ufficio di Cole Pfeiffer, un venditore di cui T-Bag ha preso l'identità e il posto. (S4)
- Hudson, Robert: Ufficiale di guardia a Fox River. (S1)

### I
- Ives: Agente dell'F.B.I. Partner dell'Agente speciale Alexander Mahone durante la caccia all'uomo. (S2)

### J
- Ja: Uno dei compagni di cella di Michael ad Ogygia. Si tratta di un geniale hacker coreano, incarcerato per furto di identità e uso di droga. Ha con sé uno smartphone e una carta di credito. (S5)
- Jails, Tim: Avvocato di Lincoln. (S1)

### K
- Kellerman, Kristine: Sorella di Paul Kellerman. (S2)
- Kim, William "Bill": Agente dei Servizi Segreti e della Compagnia. Viene ucciso da Sara un attimo prima che egli spari a Lincoln. (S2)
- Krantz, Jonathan "Il Generale": Capo della Compagnia. Diretto superiore dell'Agente Bill Kim. Padre di Lisa Tabak e Emily Morgan. (S2, S3, S4, FB)

### L
- Lang, Felicia: Agente dell'F.B.I. Partner dell'Agente speciale Alexander Mahone durante la caccia all'uomo. (S2, S3, S4, FB)
- Lugo, Sofia: Fidanzata di James Whistler. Dopo averlo lasciato diventa la fidanzata di Lincoln. (S3, S4)

### M
- Mahone, Cameron: Figlio di Alexander e Pamela Mahone. Viene ucciso da Wyatt, un killer della Compagnia. (S2, S4)
- Mahone Larson, Pamela "Pam": Ex-moglie di Alexander Mahone e madre di Cameron. (S2, S4)
- Martin, David "Whip": Uno dei compagni di cella di Michael ad Ogygia. Figlio illegittimo di T-Bag. Ha collaborato con Michael per Poseidone per diversi anni. (S5)
- Mathewson, Wyatt: È un freddo killer professionista senza pietà. Viene incaricato da "Il Generale" di uccidere diverse persone, a cominciare da Michael, Lincoln, Sara e i loro amici. L'omicidio del figlio di Alexander Mahone, Cameron, gli costerà però la vita per vendetta dello stesso Mahone. (S4)
- Mills, Richard: 45º Presidente degli Stati Uniti d'America. Il suo posto viene preso da Caroline Reynolds. (S1)
- Morgan, Emily: Figlia di Gretchen Morgan e del Generale Jonathan Krantz. Sorellastra minore (ha solo 7 anni) di Lisa Tabak. Gretchen, rendendosi conto di non essere adatta a fare la madre, l'ha affidata a sua sorella Rita, che Emily crede essere la sua vera madre. (S4)
- Morgan, Rita: Sorella di Gretchen Morgan. Madre adottiva di sua figlia Emily. Non sa quale sia il vero lavoro di Gretchen: crede che lavori per il fisco. Capisce che non è così quando la vede munirsi di una pistola. Inoltre, a causa di Gretchen, diventa ostaggio di Don Self e T-Bag. (S4)

### N
- Ness, Jacob Anton: Secondo marito di Sara. Professore di economia specializzato nella teoria dei giochi, ma in realtà è un ex-agente della CIA, convinto di essere più intelligente dei suoi colleghi, cosa che lo porta ad operare da solo, conosciuto col nome di Poseidone. Si tratta della persona responsabile della finta morte di Michael. (S5)
- Norino, Sammy: Detenuto a Sona, è il braccio destro di Lechero. (S3)

### O
- Omar: Amico di Sheba. Organizza una visita ad Ogygia per Lincoln in cambio del suo passaporto americano. (S5)
- Oren, Griffin: Membro della Compagnia. Uno dei 6 custodi delle schede di Scylla. (S4)
- Owens, Ann: Agente di polizia e figlia di Jeanette Owens. (S2)
- Owens, Jeanette: Proprietaria della casa costruita sul terreno dove Charles Westmoreland ha sotterrato il bottino della sua rapina. (S2)

### P
- "Paparino": È il capo dei detenuti dell'ala femminile del carcere in cui si trova Sara. (FB)
- Patterson, Louis: Ufficiale di guardia a Fox River. Ha una relazione segreta con la segretaria del direttore di Fox River, Henry Pope. (S1, S2)
- Pavelka, Ed: Successore di Henry Pope alla direzione di Fox River. (S2)
- Phillips, Jane: Alleata di Aldo Burrows nella lotta contro la Compagnia. (S2)
- Potts, Jasper: Ex-membro traditore della Compagnia ed informatore di Don Self. (S4)

### Q
- Quinn: Dipendente della Compagnia. Incaricato di supervisionare il lavoro degli agenti Kellerman e Hale. (S1)

### R
- Ramal, Abu: Leader delle forze dell'ISIL nello Yemen. Detenuto ad Ogygia. Michael, col nome "Kaniel Outis", si trova ad Ogygia per farlo evadere, su richiesta di Poseidone. (S5)
- Rix, Lisa: Madre di L. J. Burrows e moglie di Adrian Rix. (S1)

### S
- Sanchez, Manche: Detenuto a Fox River e cugino di Fernando Sucre. (S1, S2)
- Sandinsky, Vincent: Scienziato che ha lavorato per la Compagnia per oltre 20 anni, poi è diventato collaboratore di Christina Rose Scofield. (S4)
- Sapo: Detenuto a Sona, amico di Bellick. (S3)
- Sasha: Giovane ragazza che, insieme al fidanzato Matt, incontra Haywire mentre costui sta costruendo una zattera per andare in Olanda. In seguito Haywire uccide suo padre per aver scoperto che l'ha maltrattata. Lei viene poi interrogata da Bellick, che si fa passare per un agente dell'F.B.I. (S2)
- Savrinn, Nick: Avvocato dell'Associazione "Progetto Giustizia". Si offre volontariamente di aiutare Lincoln. (S1)
- Scofield, Christina Rose: Moglie di Aldo Burrows, madre di Michael e Lincoln. Creduta morta da giovane per un tumore, si scopre che in realtà lavora per la Compagnia e che vuole impossessarsi di Scylla. (S4)
- Scofield, Mike: Figlio di Michael e Sara. Lui e Michael si vedranno per la prima volta solo 7 anni dopo la sua nascita. (S4, S5)
- Scuderi, Howard: Membro della Compagnia. Uno dei 6 custodi delle schede di Scylla. Viene ucciso dal Generale per avergli fatto una semplice domanda sul furto di Scylla. (S4)
- Sheba: Leader della resistenza contro l'ISIL in Yemen. Amica di C-Note. Diventa il nuovo interesse amoroso di Lincoln. (S5)
- Simmons, Crab: Ex-detenuto. Si accorda con Lincoln per incontrare un uomo che gli offre di saldare il suo debito in cambio dell'assassinio di Terrence Steadman. (S1)
- Sklar: Infermiere di guardia alla sezione psichiatrica di Fox River. (S1)
- Slattery, Kathryn: Detective. Incaricata di scoprire chi è l'assassino di Roy Geary. (S2)
- St. John, Norman "Lechero": Detenuto a Sona. Di fatto comanda il carcere. Quando perde credibilità perché le guardie scoprono che c'è stato un tentativo di evasione, obbliga Michael a fargli prendere parte ad una nuova evasione. (S3)
- Stammel, Erik: Psichiatra. Ucciso da T-Bag, che fa uso della sua identità per potersi recare a Panama. (S2)
- Steadman, Terrence: Fratello di Caroline Reynolds. Lincoln viene accusato della sua (finta) morte. Per farsi credere morto si trova nascosto, e in totale solitudine, in una villa a Blackfoot, nel Montana. (S1, S2)
- Stolte, Keith: Ufficiale di guardia a Fox River. (S1, S2)
- Sullins, Richard: Agente degli affari interni dell'F.B.I., capo diretto di Mahone. (S2, S3, FB)
- Sweeney, Derek: Amico di Lincoln. (S2)

### T
- Tabak, Lisa: Figlia de "Il Generale", sorellastra maggiore di Emily Morgan e moglie dell'ambasciatore turco Erol Tabak. Membro della Compagnia. Una dei 6 custodi delle schede di Scylla. Arriva a dare le dimissioni dopo che il padre uccide Howard Scuderi, uno degli altri custodi. (S4)
- Tancredi, Frank: Padre di Sara e Governatore dello Stato dell'Illinois. Non prende sul serio una richiesta di Sara di riesaminare il "caso Burrows", cosa che avrebbe potuto fargli decidere di concedere la grazia. (S1, S2)
- Trokey, Christopher: Detenuto a Fox River e compagno di cella di T-Bag. (S1)
- Trumpets: Detenuto a Fox River e leader di un gruppo formato solo da detenuti afroamericani. (S1, S2)
- Turk: Detenuto a Fox River. Ha l'ordine di uccidere Lincoln. (S1)
- Tuxhorn, Stuart: Membro della Compagnia. Uno dei 6 custodi delle schede di Scylla. (S4)

### V
- Volek, Nika: Moglie di Michael. Il matrimonio avviene il giorno prima della sua finta rapina a mano armata. Nika ottiene la cittadinanza americana in cambio di un aiuto a Michael per il suo piano di evasione. (S1, S2)

### W
- Welch, Katie: Infermiera a Fox River e amica di Sara. (S1, S2)
- Wheatley, Todd: Agente dell'F.B.I. (FB)
- Wheeler, Mark: Agente dell'F.B.I. Partner dell'Agente speciale Alexander Mahone durante la caccia all'uomo. (S2, S4)
- White, Gregory: Capo della Gate Corporation, che ha sede a Los Angeles. Gli uffici includono un locale che ha una botola segreta attraverso cui è possibile raggiungere il sotterraneo del grattacielo in cui ha sede la Compagnia e in cui è custodita Scylla, in un locale protetto da avanzatissime misure di sicurezza. (S4)
- Woodling, Kyle 'Woody': Proprietario di un negozio di ferramenta a Tooele, Utah, dal quale i fuggitivi sottraggono degli attrezzi. (S2)